# Josef Büchelmeier
Josef Büchelmeier (* 4. Januar 1948 in Schwäbisch Hall) war ein deutscher Kommunalpolitiker (SPD, seit 2021 Bündnis 90/Die Grünen). Er war von 2001 bis 2009 Oberbürgermeister von Friedrichshafen.

## Leben
Büchelmeier studierte in Tübingen Latein und katholische Theologie. Er war Oberstudienrat am Bildungszentrum Markdorf und am Karl-Maybach-Gymnasium in Friedrichshafen. Vom 10. Mai 2001 bis zum 5. Juni 2009 war er Oberbürgermeister der Stadt Friedrichshafen. 
Im Jahr 2001 wurde er im ersten Wahlgang mit 50,02 % der Stimmen zum Oberbürgermeister von Friedrichshafen.gewählt. 2009 trat er zur Wahl des Oberbürgermeisters nicht mehr an.
Als Oberbürgermeister war er auch Vorsitzender der Zeppelin-Stiftung und als deren Vorsitzender auch Mitglied im Aufsichtsrat der Zeppelin GmbH, Zeppelin Baumaschinen GmbH, ZF Friedrichshafen AG, ZF Saarbrücken GmbH, ZF Passau GmbH, Technische Werke Friedrichshafen GmbH und der Messe Friedrichshafen GmbH.
2009 wurde auf Initiative von Büchelmeier der „Internationale Städtebund Bodensee“ (2011: 24 Mitglieder) in Friedrichshafen gegründet. Seit 2009 ist Büchelmeier Geschäftsführer des Städtebundes Bodensee.
Von 2012 bis 2016 war Büchelmeier Mitglied im Vorstand des Museums Henry Dunant in Heiden. Von 2012 bis 2013 war Büchelmeier Präsident RC Friedrichshafen (2011/2012). Von 2016 bis 2022 war Büchelmeier 1. Vorsitzender des Internationalen Vereins „Hohentwiel“. Seit 2015 ist Büchelmeier 1. Vorsitzender des Städtepartnerschaftvereines Amici di Imperia.
Josef Büchelmeier ist verheiratet und hat zwei Kinder.